# Henry Parker (Politiker, um 1690)
Henry Parker (* um 1690 bei Savannah im heutigen US-Bundesstaat Georgia; † um 1777 auf der Isle of Hope im heutigen Chatham County, Georgia) war ein britischer Kolonialpolitiker und Gouverneur der Province of Georgia.

## Leben
Über die Jugend und Schulausbildung von Henry Parker ist nichts überliefert. Er wurde im Staatsdienst tätig und übte ein Amt in der Gerichtsverwaltung von Savannah aus. Für das Jahr 1734 wird diese Tätigkeit in den Quellen erwähnt. Später kolonisierte er die Isle of Hope. Als die Kolonie Georgia im Jahr 1741 in zwei Bezirke aufgeteilt wurde, wurde er in der Savannah-Provinz, die unter der Leitung von William Stephens stand, dessen Stellvertreter. Im Jahr 1750 wurde er dort auch dessen Nachfolger. Gleichzeitig wurde er auch Vorsitzender des ersten kolonialen Parlaments von Georgia. Von 1751 bis 1752 war Parker auch als Kolonialgouverneur der Nachfolger von Stephens. Danach zog er sich auf seine Plantage auf der Isle of Hope zurück, wo er um 1777 verstarb.